# Fruit Tree
Fruit Tree  es un box set del cantautor inglés Nick Drake, que en su versión original incluía sus 3 discos de estudio, añadiendo al final de Pink Moon 4 temas que grabó después de su lanzamiento. Posteriormente se incluyó también el álbum de outtakes Time of No Reply. Como Time of No Reply incluía ya estos 4 temas, estos desaparecieron de Pink Moon. El relanzamiento de 2007 incluye los 3 álbumes de estudio más el DVD Skin Too Few. Lo lanzó Island Records.

## Lista de canciones

### Disco uno:Five Leaves Left
1. "Time Has Told Me" - 4:27
2. "River Man" - 4:21
3. "Three Hours" - 6:16
4. "Way to Blue" - 3:05
5. "Day Is Done" - 2:22
6. "'Cello Song" - 3:58
7. "The Thoughts of Mary Jane" - 3:12
8. "Man in a Shed" - 3:49
9. "Fruit Tree" - 4:42
10. "Saturday Sun" - 4:00

### Disco dos:Bryter Layter
1. "Introduction" - 1:33
2. "Hazey Jane II" - 3:46
3. "At the Chime of a City Clock" - 4:47
4. "One of These Things First" - 4:52
5. "Hazey Jane I" - 4:31
6. "Bryter Layter" - 3:24
7. "Fly" - 3:00
8. "Poor Boy" - 6:09
9. "Northern Sky" - 3:47
10. "Sunday" - 3:42

### Disco tres:Pink Moon
1. "Pink Moon" - 2:06
2. "Place to Be" - 2:44
3. "Road" - 2:02
4. "Which Will" - 2:59
5. "Horn" - 1:23
6. "Things Behind the Sun" - 3:56
7. "Know" - 2:27
8. "Free Ride" - 3:36
9. "Parasite" - 3:05
10. "Harvest Breed" - 1:38
11. "From the Morning" - 2:31

Nota: En la versión de 3 LP de 1979, este álbum incluye las últimas cuatro pistas del siguiente álbum.

### Disco cuatro (1986):Time of No Reply
1. "Time of No Reply" - 2:47
2. "I Was Made to Love Magic" - 3:28
3. "Joey" - 3:06
4. "Clothes of Sand" - 2:32
5. "Man in a Shed" (Demo) - 3:06
6. "Mayfair" - 2:33
7. "Fly" (Demo) - 3:37
8. "The Thoughts of Mary Jane" (Demo) - 3:46
9. "Been Smoking Too Long" - 2:17
10. "Strange Meeting II" - 3:38
11. "Rider on the Wheel" - 2:33
12. "Black Eyed Dog" (Demo) - 3:28
13. "Hanging on a Star" - 2:49
14. "Voice From the Mountain" - 2:12

### Disco cuatro (2007):Skin Too Few(DVD)
1. Skin Too Few (The Days of Nick Drake) (película biográfica)
2. Introduction
3. Hazey Jane I
4. How Wild the Wind Blows
5. River Man
6. At the Chime of a City Clock
7. Day Is Done
8. Know
9. Hanging on a Star
10. From the Morning
11. Northern Sky